# Pescetarismus
Pescetarismus (von italienisch pesce „Fisch“) ist eine Ernährungsweise, bei der der Verzehr von Fleisch, nicht jedoch der von Fisch, gemieden wird. Im Allgemeinen werden auch Eier und Milch verzehrt sowie teilweise Schalen- und Krustentiere.

## Begriff und Begriffsgeschichte
Pescetarismus wird gelegentlich als Variante des Vegetarismus bezeichnet, bei der zusätzlich zu Pflanzen sowie häufig Eiern und Milch (Ovo-Lacto-Vegetarismus) auch Fisch verzehrt wird. Die meisten Definitionen des Wortes „Vegetarismus“ zeigen jedoch unmissverständlich, dass Pescetarismus als eine separate Ernährungsweise anzusehen ist. Die seit 1847 bestehende britische Vegetarian Society legt beispielsweise fest, dass der Verzehr von Fisch, Schalen- und Krustentieren mit einer vegetarischen Ernährung nicht vereinbar sei.
Das Wort Pescetarismus ist ein Neologismus, der laut dem englischen Merriam-Webster’s Collegiate Dictionary erstmals 1993 erschien. Es stammt vom lateinischen piscis für Fisch bzw. vom italienischen pesce mit der gleichen Bedeutung ab.
Die Abgrenzung zum Flexitarismus besteht in der Art der Restriktion des Speiseplans: Flexitarier essen „möglichst wenig, nur selten oder nur bestimmte Qualitäten von Fleisch“, wohingegen der Speiseplan von Pescetariern „pflanzliche Lebensmittel, zusätzlich Fisch und Meeresfrüchte“ umfasst. Damit ist zwar noch keine Aussage über die Häufigkeit oder andere Kriterien gemacht, aber empirische Befunde zeigen, dass bei der Wahl der pescetarischen (wie auch bei der flexitarischen) Ernährungsweise ethische Motive eine Rolle spielen.

## Gesundheitliche Aspekte
Gegenüber einer rein vegetarischen Ernährungsweise liefert der zusätzliche Konsum von Fisch dem Körper Proteine, Omega-3-Fettsäuren und Aminosäuren, deren pflanzliche Pendants schwerer zu verarbeiten bzw. geringwertiger sind. Nachteilig gegenüber einer vegetarischen Ernährung wirkt sich die Belastung von Speisefischen mit Umweltgiften aus, wie mit Methylquecksilberverbindungen.
Im Rahmen einer 2013 im Journal of the American Medical Association publizierten über einen Zeitraum von sechs Jahren durchgeführten Studie an 73.000 Menschen untersuchten Forscher der kalifornischen Loma Linda University die Auswirkungen unterschiedlicher Ernährungsweisen. Während der Laufzeit der Studie lag die Sterbequote der Pescetarier unter den Teilnehmern 19 % unter der der Fleischesser, während die Sterbequote von Vegetariern nur 12 % unter der der Fleischesser lag. Studienleiter  Michael J. Orlich wies darauf hin, dass die ermittelten Zahlen für einen allgemeingültigen Vergleich vegetarischer Ernährungsweisen zu nahe beieinander lägen. Das Darmkrebsrisiko war laut Studiendaten bei pescetarischer Ernährung gegenüber dem Risiko bei anderen Formen des Vegetarismus signifikant geringer.